# Majida Khattari
Majida Khattari est une artiste plasticienne et photographe marocaine, née à Erfoud, en 1966, et vivant à Paris depuis 1988.

## Biographie
Majida Khattari est née à Erfoud (Maroc) en 1966. Elle est de nationalité marocaine. 
Elle intègre l'École nationale supérieure des beaux-arts (ENSBA), où elle décroche, en 1995, un Diplôme national supérieur d'arts plastiques. Cette même année, un sujet polémique sur la scène politique française - le port du voile dans les institutions scolaires - l'intéresse tout particulièrement et elle choisit de s'inspirer de ce débat pour proposer une réflexion sur le vêtement, le corps féminin et le traitement sociétal qui en est fait. Le fort désir qui l'anime d'accompagner le changement sociétal qui prend place dans son Maroc natal, mené de front avec un profond ancrage dans ses traditions religieuses, inspire à Majida Khattari une exploration entre tradition et modernité, qui se trouve au cœur de son travail artistique. 

## Œuvres
Majida Khattari multiplie les expositions, dont les plus remarquées sont les défilés-performances présentés à l’École nationale supérieure des beaux-arts, en 1996, et à la galerie Thaddaeus Ropac, ainsi que dans le cadre du Festival de l'imaginaire (théâtre de la Maison des cultures du Monde, Paris), en 1997.
Elle scénarise ses performances et fait appel au chant, à la musique, à la vidéo et à la danse. Ses vêtements-sculptures abordent l’idée de l’enfermement, tout en se référant à l’actualité politique contemporaine, aux questions de laïcité et de religion.
Depuis 2008, Majida Khattari travaille sur l’accessoire de luxe par excellence: le sac à main. Il devient pour l’artiste la toile de fond pour y exprimer ses interrogations sur l’évolution de la société, les liens entre la mode, le luxe et l’art contemporain. Toujours présent, son engagement politique souhaite nous faire réfléchir sur l’actualité mondiale et les crises que nous traversons.

## Expositions personnelles

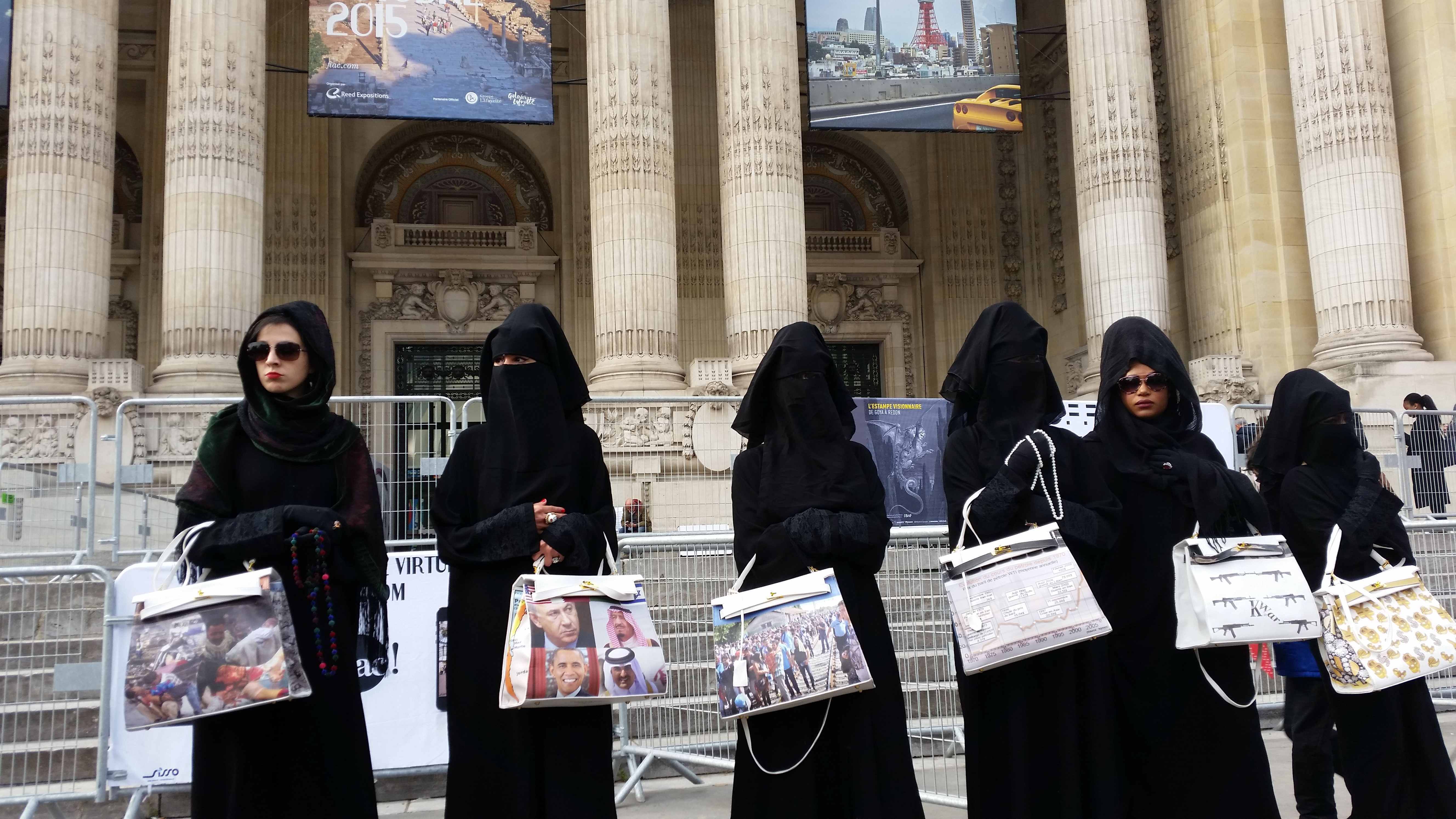

- 2017    Création à MajicCasa, Évènement culturel à Casablanca, Maroc
  - Solo show, Beirut Art Fair, Liban
  - Voile Noir, Masque Blanc, exposition photographique à la Galerie Dominique Fiat, Paris, France
  - MK Disaster Collection, Dîner / Performance au Tokyo Art Club, Palais de Tokyo, Paris, France
- 2016    Corps ornés, exposition photographique à la Galerie d’art L’Atelier 21, Casablanca, Maroc
- 2015    Luxe Oil and Arrogance, Happening, Fiac, Paris, France
- 2014    a=r.β, Performance, Art Basel, Suisse
- 2013    Luxe, désordre et volupté, exposition photographique à la Galerie d’art L’Atelier 21, Casablanca, Maroc
- 2013    Voilé - Dévoilé, Conférence et installation, Auditorium du Louvre, Paris, France
- 2012    Emama, Défilé / Performance, Institut du Monde Arabe, Paris, France
  - VIP, Défilé-Performance, Institut Français, Casablanca, Maroc
  - Libertés, Institut des Cultures de l’Islam, Paris, France
- 2011    Captives, Artothèque de Caen, France
- 2010    Défilé/Performance n°4, Théâtre de la Cité internationale, Paris, France
  - Orientalisme, exposition photographique à la Galerie d’art L’Atelier 21, Casablanca, Maroc
- 2008    VIP, Défilé/Performance, Hôtel de la Monnaie, Paris
- 2007    Danse rêvée, Musée Zadkine, Paris, France
- 2004    Défilé Performance, École Nationale des Beaux-Arts, Paris, France
- 2003    Art Action, dans le cadre du Défilé Haute-Couture, Paris, France
- 2002    Ici et là-bas ou la maison du retour, Eglise St Pierre, Tulle, France
- 2001    Défilé/Performance, Centre Georges Pompidou, Paris, France
  - Rêve de jeune fille, Installation vidéo dans les collections permanentes du Centre Georges Pompidou, Paris, France
- 2000    En famille, Les laboratoires d’Aubervilliers, Aubervilliers, France
  - Situation marocaine, Parcours St-Germain-des-Près, Musée Delacroix, Paris, France
  - Situation marocaine, Institut Français, Casablanca, Maroc
- 1999    Marianne, Centre Culturel François Mitterrand, Beauvais, France
- 1998   Défilé/Performance, Maison des Cultures du Monde, Paris, France
  - Défilé/Performance, Galerie Thaddaeus Ropac, Paris, France
- 1996    Défilé/Performance, Ecole Nationale des Beaux-Arts, Paris, France

## Citation de l'artiste
- « Dans un monde en crise, marqué par de plus en plus d’inégalités, 	les individus ont tendance à se replier. La recrudescence des 	tendances identitaires en est la suite. Les artistes doivent se saisir 	de ces problématiques pour montrer qu’une autre vision de 	l’humanité est possible. »